# Tanambao Ambony
Tanambao Ambony is een plaats en commune in het zuiden van Madagaskar, behorend tot het district Betioky Sud, dat gelegen is in de regio Atsimo-Andrefana. Tijdens een volkstelling in 2001 telde de plaats 3.486 inwoners.
De plaats biedt alleen lager onderwijs aan. 60% van de bevolking werkt als landbouwer en 38% houdt zich bezig met veeteelt. De belangrijkste landbouwproducten zijn maniok en tomaten; andere belangrijke producten zijn mais en rijst. Verder is 2% actief in de dienstensector.